# شهر زیرزمینی

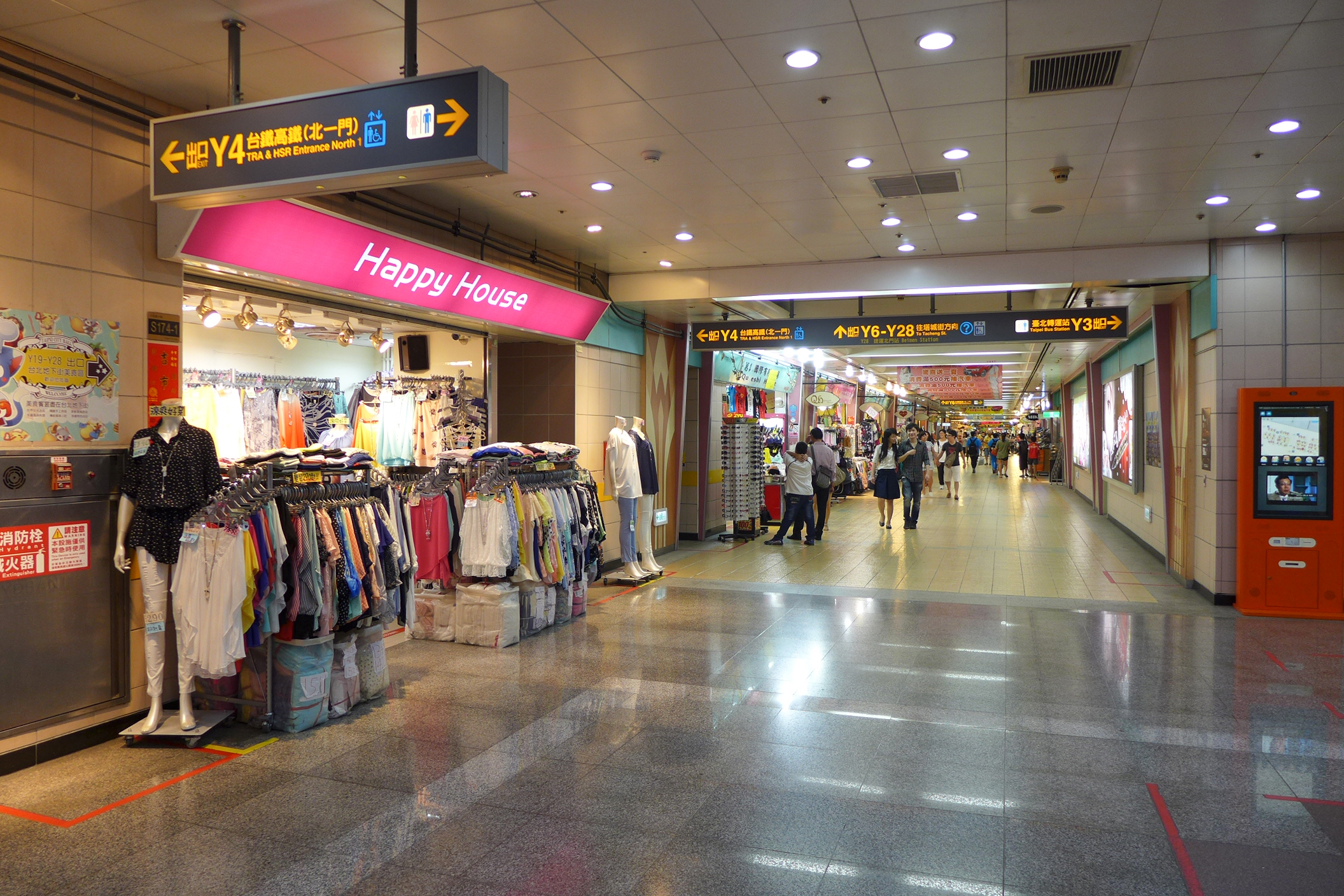
یک ساختار عمرانی مخصوص خرید زیر زمینی در نزدیکی یک ایستگاه اصلی ترابری ریلی در تایپه

یک شهر زیرزمینی (به انگلیسی:underground city) مجموعه ای از فضاهای زیرزمینی مرتبط است که ممکن است به عنوان پناهگاه دفاعی و اضطراری، مکانی برای زندگی، کار، خرید، به عنوان بخشی از یک سامانه ترابری، آرامگاه یادمانی، انبارهای ذخیره‌سازی، سیسترن یا کانال‌های زهکشی یا ترکیبی از این مثال‌ها استفاده شود. شهرهای زیرزمینی ممکن است اشاره به ساختارهای امروزین فعال یا تاریخی اشاره داشته باشند و ممکن است تماماً یا بخشاً برای عموم نیز در دسترس باشند.
این اصطلاح همچنین ممکن است به شبکه‌ای از تونل‌ها و سازه‌های عمرانی نوین زیرزمینی اشاره کند. این شبکه‌ها می‌تواند ساختمان‌ها را در زیر سطح خیابان به هم متصل می‌کند و ممکن است بلوک‌های اداری، مراکز خرید، ایستگاه‌های مترو، تئاترها و جاذبه‌های دیگر را در خود جای دهند. این معابر معمولاً از طریق فضای عمومی هر یک از ساختمان‌های متصل به آنها قابل دسترسی است و گاهی ورودی‌های جداگانه ای نیز دارند. این تعریف اخیر بسیاری از سازه‌های مدرن را نیز می‌تواند درگیرد. شهرهای زیرزمینی به ویژه در شهرهایی با آب و هوای بسیار سرد یا گرم بسیار کاربردی خواهند بود.
در جهان شهرهای زیرزمینی نوین و تاریخی زیادی وجود دارد. از شهرهای زیرزمینی تاریخی ایران می‌توان به سامن و نوش‌آباد اشاره کرد. نمونه‌ای از یک شهر زیرزمینی نوین کوبر پدی می‌باشد.